# بروس أ. إيفانز
بروس أ. إيفانز (بالإنجليزية: Bruce A. Evans)‏ هو منتج أفلام وكاتب سيناريو ومخرج أمريكي، ولد في 19 يوليو 1946 في لونغ بيتش في الولايات المتحدة.

## وصلات خارجية
- بروس أ. إيفانز على موقع IMDb (الإنجليزية)
- بروس أ. إيفانز على موقع ألو سيني (الفرنسية)
- بروس أ. إيفانز على موقع أول موفي (الإنجليزية)
- بروس أ. إيفانز على موقع بوكس أوفيس موجو (الإنجليزية)
- بروس أ. إيفانز على موقع قاعدة بيانات الأفلام السويدية (السويدية)
- بروس أ. إيفانز على موقع قاعدة بيانات الفيلم (الإنجليزية)
- بروس أ. إيفانز على موقع كينوبويسك (الروسية)
- بروس أ. إيفانز على موقع كينوبويسك (الروسية)